# (3133) Сендай
(3133) Сендай  (лат. Sendai от яп. 仙台市) — астероид главного пояса, который был открыт 14 октября 1907 года германским астрономом Августом Копффом в обсерватории Хайдельберг и назван в честь японского города Сендай, административного центра префектуры Мияги.

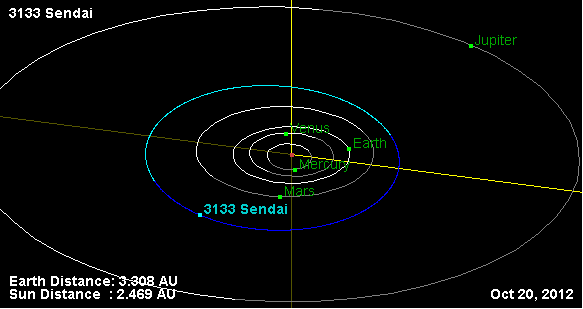
Орбита астероида Сендай и его положение в Солнечной системе